# Yim Guechse
Yim Guechse (Nom Pen, 20 de noviembre de 1946) es un escritor y poeta camboyano que vive en Alemania.

## Biografía
Yim Guechse viajó a la RDA en 1971; estudió en la Karl-Marx-Universität en Leipzig y adquirió su doctorado en lingüística. En 1976 Yim Guechse emigró a Berlín Occidental y estudió en la Universidad Libre hasta 1981 ciencias bibliotecarias.
Yim Guechse escribe en camboyano. Sólo algunas de sus obras han sido traducidas al francés, español y alemán. Sus obras tratan de amor corporal, de problemas sociales e inconvenientes políticos. Frecuentemente Yim Guechse hacer referencia a la tradición Jemer. 
En 1970 fue publicada la novela «Ramayana en los sueños», en 1982 la colección poética «El decenio de los sueños». En 1986 apareció la novela social-crítica «Adiós, rosa de Nom Pen». En 1987 se publicaron las colecciones de poemas «Vivir a lo largo del corriente» y «Arrastrar a lo largo de la vida». En 1988 apareció «Kolab, la camboyana», en 1990 «Vida compartida». 
Yim Guechse es miembro de la Studiengemeinschaft Kambodschanische Kultur e. V. (Sociedad de la Cultura Camboya). Entra 1986 y 2003 Yim Guechse fue coeditor de la revista «Kambodschanische Kultur» (Cultura Camboya), para la que escribió algunos artículos.